# Хаялар
Хаяла́р (укр. Хаялар, крымскотат. Qayalar, Къаялар) — гора, расположенная в южной части Симферопольского района, в 2 км от Симферополя и в 5 от Бахчисарайского района. Принадлежит к гряде Крымских гор. Высота вершины 510 метров над уровнем моря. Длина плоскогорья с севера-запада на юго-восток — 1.5 километра, ширина с северо-востока на юго-запад — 1 километр. Общая площадь плоскогорья около 1500 квадратных метров.

## Топонимия
Одно из упоминаний названия горы находится в книге известного топонимиста И. Л. Белянского. Топоним в переводе с крымскотатарского языка означает просто «скалы» («Хая́», «кая́» (qaya) — скала, «-лар» (-lar) — суффикс множественного числа)..

## Геология
Массив представляет собой классический карстовый район, так как гора характерно отличается отрицательными формами рельефа. Имеется несколько пещер, (c северо-западной стороны скалы у подножья, находится пещера Тильки-Коба крымскотат. Лисья Пещера) и полостей. Особенность вершины: крупная скала разломлена процессами выветривания на несколько более мелких, выделенных стоящих вершин. 

## Флора и фауна
На вершине и половине площади горы Хаялар фигурирует смешанный лес характеризующийся смешением хвойных и лиственных древесных пород, а склоны горы покрыты рощами сосны крымской.
В числе животных, обитающих на Хаялар, встречаются ежи, каменные куницы, белки, зайцы-русаки, мелкие грызуны, летучие мыши и другие виды млекопитающих. В лесу среди птиц — совы, дятлы, горлицы, синицы, сойки, воробьи, дрозды и прочие виды птиц. Из пресмыкающихся здесь водятся гадюки, ужи, полозы, ящерицы, в том числе и безногая — желтопузик. На утесах горы гнездятся кобчики.